# Židovská brigáda

Znak Židovské brigády

Židovská brigáda (hebrejsky: הבריגדה היהודית) bylo vojenské uskupení působící v rámci armády Velké Británie, které na straně Spojenců bojovalo v průběhu druhé světové války v Evropě. Přestože brigáda byla vytvořena až v roce 1944, část vojenského personálu měla za sebou boje proti silám Osy v Řecku, na Středním východě a v Africe. Židé také bojovali na straně Finska v zimní válce proti SSSR.
Do britské armády se dobrovolně přihlásilo více než 30 000 palestinských Židů, 734 jich během války padlo.
Židovská brigáda i její předchůdce, Palestinský regiment byly vytvořeny převážně ze Židů z Blízkého východu. V brigádě ale sloužili i nežidovští vojáci. Mnozí z nich byli uprchlíci ze zemí Evropy okupovaných silami Osy nebo s nimi sympatizujícími. Kontingenty dobrovolníků poskytly i země Commonwealthu a některé další západní demokracie.

## Pozadí vzniku brigády
Rozpad osmanské říše po první světové válce a jeho nahrazení francouzskou a britskou mocí na Středním východě měl za následek obnovení sionistické snahy o vytvoření židovského státu v Palestině. Balfourova deklarace z roku 1917 se stala prvním oficiálním dokumentem schvalujícím tyto snahy a poskytla nové impulsy pro židovskou imigraci do Palestiny známou jako třetí alija. Během 20. a 30. let 20. století vzrostla židovská populace v Palestině na 400 000 lidí. 17. května 1939 vydala vláda Nevilla Chamberlaina MacDonaldovu bílou knihu, která se od ideje rozdělení Palestiny odvrátila. Ze státnického hlediska byla Bílá kniha pragmatickým gestem majícím si v době nástupu nacismu zajistit podporu arabského obyvatelstva na Blízkém východě (Bílá kniha mimo jiné slibovala založení samostatného palestinského státu do pěti let). David Ben Gurion na začátku druhé světové války prohlásil: "Budeme bojovat s Bílou knihou jako by žádná válka nebyla a bojovat ve válce jako by Bílá kniha neexistovala." 
Prezident Světové sionistické organizace Chajim Weizmann nabídl britské vládě plnou spolupráci židovského společenství v britské Palestině a pokusil se dohodnout vznik samostatné židovské bojové jednotky v rámci britské armády. Jeho žádost byla zamítnuta, ale mnoho palestinských Židů vstoupilo do britské armády. 15 palestinských židovských praporů se v rámci britské armády zúčastnilo bojů v Řecku v roce 1941.

## Palestinský regiment
Navzdory britskému úsilí vytvořit Palestinský regiment tak, aby v něm byli Židé a Arabové zastoupeni napůl, se Židů přihlásilo třikrát více než Arabů. Díky tomu vznikly 6. srpna 1942 tři palestinské židovské prapory a jeden palestinský arabský prapor. Regiment byl zapojen zejména do strážní služby v Egyptě a severní Africe. Vytvořením Palestinského regimentu se Britové snažili podkopávat úsilí velkého jeruzalémského muftího Amína al-Husajního, který podporoval síly Osy.

## Vznik Židovské brigády
Po prvních zprávách o nacistických zvěrstvech páchaných na židech poslal britský premiér Winston Churchill telegram americkému prezidentovi Franklinu D. Rooseveltovi s doporučením, že "Židé... mají ze všech ras největší právo postavit se Němcům jako výrazná skupina." Roosevelt odpověděl: "Neshledávám žádných námitek..."
3. července 1944 vydala britská vláda souhlas s ustavením Židovské brigády pod velením vybraných židovských a nežidovských důstojníků. 20. září 1944 v oficiálním komuniké oznámilo britské ministerstvo války vytvoření židovské brigády jako součásti britské armády. Sionistická vlajka byla formálně schválena jako standarta brigády. Ta byla tvořena 5000 dobrovolníky z Palestiny organizovanými do tří pěších praporů a několika pomocných jednotek.

## Bojové nasazení
Pod velením brigádního generála Ernesta Franka Benjamina bojovala Židovská brigáda proti wehrmachtu v Itálii od března 1945 do konce války v květnu 1945, včetně osvobození Říma. Její zástupci se zúčastnili audience u papeže v rámci delegace Spojenců. Brigáda byla umístěna v Tarvisiu poblíž hranic Itálie s Rakouskem a Jugoslávií, což hrálo důležitou roli při úsilí Brichy o organizaci pomoci evropským Židům na cestě do Palestiny.
První bojové nasazení se konalo v březnu 1945, když příslušníci roty B 3. praporu a čety D Židovské brigády zaútočili na La Giorgettu bráněnou příslušníky wehrmachtu. Základnu dobyli po celodenním boji. Další bojové nasazení se konalo 10. dubna, když se dva prapory Židovské brigády probojovaly společně s polskými sbory přes řeku Senio a obsadily předem určené cíle. 12. dubna deset sborů Židovské brigády dobylo postavení německé armády na hoře Ghebbio.
19. dubna se příslušníci brigády dostali až na předměstí Bologne, když bylo vrchním velením britské armády nařízeno držet příslušníky Židovské brigády mimo boje. Důvodem bylo udržet křehký smír mezi britskou vládou a Židovskou agenturou, který by patrně skončil, kdyby se ukázalo, že jsou mladí Židé posíláni na smrt. Své vyřazení z dalších bojů ale příslušníci brigády brali jako urážku touhy "hnát ty bastardy až do Německa".
2. května 1945 německá vojska v Itálii kapitulovala.
Během července 1945 se příslušníci brigády začali dozvídat podrobnosti o osudu židovského obyvatelstva na Němci okupovaných územích, o jejich systematické likvidaci a zvěrstvech páchaných Němci. Někteří příslušníci Židovské brigády začali shromažďovat informace o příslušnících SS a Wehrmachtu, kteří se na zločinech podíleli a připravovat jejich likvidaci.

## Židovská brigáda a alija
Poté, co se ukončila činnost chulijot, zaměřili se příslušníci brigády z rozkazu evropského velení Hagany na transporty židovských uprchlíků do Palestiny. Spojenci sice, po řadě pogromů v Polsku a na Ukrajině, upustili od repatriací uprchlíků zpět do jejich vlastí, ale zároveň se snažili co nejvíce omezit imigraci do Palestiny.
V červenci 1945 se brigáda přesunula do Belgie a Nizozemska.
Prostřednictvím poloilegálních či ilegálních transportů převáželi příslušníci Židovské brigády přeživší Židy do přístavů v Itálii či ve Francii, odkud byli na lodích zajištěných Haganou přepravováni do Palestiny. Kromě toho se příslušníci brigád zabývali krádežemi výzbroje a výstroje ze spojeneckých skladů. Tuto výzbroj a výstroj poté za pomocí kurýrů Hagany pašovali do Palestiny. Zbraně později sloužily k odboji proti britským mandátním jednotkám v Palestině a po vyhlášení nezávislosti i v boji proti arabským invazním jednotkám během Války za nezávislost.
Židovská brigáda byla rozpuštěna v létě roku 1946. Část členů Židovské brigády se po jejím rozpuštění stala příslušníky IOS Státu Izrael.

## Někteří důležití členové Židovské brigády
- Jehuda Amichai
- Ted Arison
- Chanoch Bartov
- David Ben David
- Chajim Ben Cvi
- Ernest Benjamin
- Jisra'el Karmi
- Oly Givon
- Dov Gruner
- Chajim Laskov
- Natanel Lorch
- Josi Peled
- Jochanan Pelc
- Arieh Pinčuk
- Bernard Dov Protter
- Gad Rosenbaum (Rothem)
- Šlomo Šamir
- Josef Šoham